# Time Gate : Le Secret du templier
Time Gate : Le Secret du templier est un jeu vidéo d'action-aventure sur DOS sorti en 1995, développé et édité par Infogrames Entertainment (édité par Interplay aux États-Unis),,.

## Synopsis
William Tibb est projeté dans le passé pour sauver sa fiancée Juliette des griffes de Wolfram.